# Iñigo Gaínza
Iñigo Gaínza (* 16. Februar 1995 in Oiartzun) ist ein spanischer Eishockeyspieler, der seit 2013 beim FC Barcelona in der spanischen Superliga unter Vertrag steht.

## Karriere
Iñigo Gaínza begann seine Karriere als Eishockeyspieler in seiner baskischen Heimat beim CH Txuri Urdin aus Donostia-San Sebastián, für den zunächst im Nachwuchsbereich spielte. 2011 gab er sein Debüt in der Superliga, der höchsten spanischen Spielklasse. 2013 wechselte er zum Ligakonkurrenten FC Barcelona in die katalanische Hauptstadt.

### International
Für Spanien nahm Gaínza im Juniorenbereich an den U18-Weltmeisterschaften 2010, 2011, 2012 und 2013, als er die meisten Scorerpunkte eines Verteidigers erreichte, sowie den U20-Weltmeisterschaften 2011, 2012, 2013, 2014 und 2015, als er zum besten Abwehrspieler des Turniers und besten Akteur seiner Mannschaft gewählt wurde, jeweils in der Division II teil. Außerdem spielte er mit der spanischen Studentenauswahl bei der Winter-Universiade 2015 in Granada.
Sein Debüt in der Herren-Nationalmannschaft gab Gaínza bei der Weltmeisterschaft 2014, als ihm mit seiner Mannschaft der Aufstieg von der B- in die A-Gruppe der Division II gelang. Auch 2015 spielte er in der Division II. Zudem vertrat er die Iberer bei der Olympiaqualifikation für die Winterspiele in Pyeongchang 2018.

## Erfolge und Auszeichnungen
- 2014 Aufstieg in die Division II, Gruppe A, bei der Weltmeisterschaft der Division II, Gruppe B
- 2015 Bester Verteidiger der U20-Weltmeisterschaft der Division II, Gruppe B